# Doukhobores
Os Doukhoboures ou Dukhobors (em russo: духоборы, dukhobory, também dukhobortsy, russo : духоборцы ; literalmente "Espírito-guerreiros") são um grupo religioso que se enquadra na classificação de Cristianismo Espiritual. São uma das muitas crenças etno-confessionais não-ortodoxas na Rússia.
Dentre suas principais características, podem-se citar o pacifismo e uma vida comunitária. Antes de 1886, eles tinham uma série de líderes únicos.
Sua origem é incerta. Os primeiros registros escritos sobre eles são de 1701, embora alguns estudiosos suspeitem de origens anteriores 
Eles rejeitam o sacerdócio da Igreja Ortodoxa Russa, o uso de ícones e todos os rituais da igreja associados.
Chegaram a acreditar que a Bíblia por si só não era suficiente para alcançar a revelação divina e que os conflitos doutrinários podem interferir em sua fé. Seu objetivo era internalizar o espírito vivo de Deus para que o espírito de Deus fosse revelado dentro de cada indivíduo.
Costumam recorrer às características de Deus, como retratadas por Jesus Cristo, para guiar sua fé como embaixadores pacíficos de Deus.

## Histórico
Acredita-se que esse grupo surgiu, entre os séculos XVII e XVIII, no Império Russo. Eram pessoas que acreditavam na presença de Deus em todos os seres humanos e, portanto, passaram a concluir que os rituais formais e o clero e eram desnecessários. Eles também rejeitavam os ícones e a crença de que a Bíblia era a fonte suprema de revelação divina, no entanto acreditavam na divindade de Jesus. Suas práticas e ênfase na interpretação individual da vontade de Deus provocaram antagonismo com a Igreja Ortodoxa Russa e também com o Império Russo. Em 1734, o governo emitiu um decreto que os condenou como iconoclastas.
Entre 1755 e 1775, o movimento foi liderado por Siluan Kolesnikov (russo: Силуан Колесников). Ele era oriendo da vila de Nikolskoye, na Província de Yekaterinoslav, na regiaão, atualmente situada n centro-sul da Ucrânia. Ele era familiarizado com as obras de místicos ocidentais, como Karl von Eckartshausen e Louis Claude de Saint-Martin.
Originalmente, se denominavam "povo de Deus" ou simplesmente como "cristãos". Mas, a partir de 1785, o arcebispo de Yekaterinoslav, passou a denominá-los como Doukhobortsy (russo: Духоборцы), para dizer que eles lutavam contra o Espírito Santo.
Por volta do início do século XIX, passaram a se denominar como Doukhobory (russo: Духоборы), que significa: aqueles que lutam em conjunto com o Espírito Santo.
Suas crenças pacifistas o levaram a resistir ao alistamento militar, o que gerou represálias das autoridades do Império Russo. Um decreto de 1799, obrigou 90 deles a se mudar para a região de Viburgo, que atualmente é uma região fronteiriça entre a Rússia e a Finlândia.
Em 1802, o Imperador Alexandre I incentivou o reassentamento de minorias religiosas nas chamadas "Águas Leitosas" (Molochnye Vody): na bacia do Rio Molochnaya (nas proximidades de Melitopol no sudeste da Ucrânia atual). A intenção era impedir que os "hereges" influenciassem populações de regiões mais próximas do centro do Império Russo. Muitos Doukhobors, bem como menonitas da Prússia, aceitaram a oferta do imperador, vindo para Molochnaya de várias províncias do Império nos 20 anos seguintes.
No dia 6 de fevereiro de 1826, foi publicado um Decreto do Imperador Nicolau I que pretendia forçar a assimilação dos Doukhobors por meio de recrutamento militar, proibindo suas reuniões e incentivando conversões à igreja estabelecida.
Em 20 de outubro de 1830, foi publicado outro Decreto, determinando que todos os homens de grupos religiosos dissidentes envolvidos em propaganda contra a Igreja Ortodoxa Russa, em condições de saúde compatíveis com o serviço militar, deveriam ser recrutados e enviados ao exército russo no Cáucaso, enquanto aqueles que não tinham tais condições, além de suas mulheres e crianças, deveriam ser reassentados nas províncias transcaucasianas da Rússia, recentemente incorporadas ao Império Russo.
Desse modo,  entre 1841 e 1845, cerca de 5.000 Doukhobors foram reassentados na Geórgia. O principal local de assentamento foi Distrito de Akhalkalaki da Província de Tíflis. Dentre as vilas nas quais os Doukhobors foram assentados, podem-se citar: Gorelovka, Rodionovka, Yefremovka, Orlovka, Spasskoye (Dubovka), Troitskoye e Bogdanovka . Posteriormente, outros grupos de Doukhobors foram reassentados por outras ações governamentais ou migraram para a Transcaucásia por vontade própria e se estabeleceram em outras áreas vizinhas, incluindo o o Distrito de Borchaly, também na Província de Tiflis e o Distrito de Kedabek, na Província de Elisabethpol, em território que atualmente pertence ao Azerbaijão.
Após à incorporação da região de Carse ao Império Russo, em 1878 (vide: Tratado de Santo Estêvão - Guerra russo-turca de 1877–1878), muitos Doukhobors, que viviam nas províncias de Tiblíssi e de Elisabethpol, foram transferidos para o nordeste daquela região, que, atualmente, fica no nordeste da Turquia.

### Liderança
Em 1841, o principal líder dos Doukhobors na Transcaucásia era um Illarion Kalmykov (russo: Илларион Калмыков), que morreu naquele ano e foi sucedido por seu filho, Peter Kalmykov, que liderou a comunidade até 1864, quando, após sua morte, foi sucedido por sua esposa, então viúva, Lukerya Vasilyevna Gubanova (russo: Лукерья Васильевна Губанова), que lideraria a comunidade até 15 de dezembro de 1886. 
Esses líderes residiram na vila de Gorelovka, na Geórgia.
No final de 1886, cerca de 20.000 doukhobors habitavam na Transcaucásia, que, naquela época, haviam se tornado vegetarianos e estavam cientes das ideias de Leon Tolstói, que consideravam bastante semelhante aos seus ensinamentos tradicionais.
Lukerya não teve filhos e, após sua morte, instalou-se uma crise de liderança que dividiu os Doukhobors residentes no Cáucaso em dois grupos:
- a maioria (russo: Большая сторона, romanizado: Bolshaya Storona) apoiava Peter Vasilevich Verigin, que fora assistente de Lukerya e, também, indicado por ela para sucedê-la;
- a minoria (Малая сторона - Malaya Storona), apoiava Michael Gubanov, que era irmão de Lukerya, e Aleksei Zubkov, ancião da vila de Gorelovka.

No dia 26 de janeiro de 1887, as autoridades locais intervieram na disputa em favor do grupo minoritário, prendendo e enviando Verigin para o exílio pelos 16 anos seguintes no extremo norte da Sibéria, juntamente com alguns de seus apoiadores mais próximos. Muitos de seus apoiadores continuaram a considerá-lo seu líder espiritual e a se comunicar com ele, pelo correio e por meio de delegados que viajaram para vê-lo em Salekhard, na Sibéria.
No final do Século XIX, o Império Russo intensificou a pressão para que Doukhobors:
- Registrassem casamentos e nascimentos;
- Contribuíssem com cereais para fundos estatais de emergência; e
- Prestassem juramentos de lealdade ao Imperador.

Em 1887, o Império Russo exigiu o recrutamento militar obrigatório também na Transcaucásia.
Nesse contexto, Michael Gubanov defendeu a submissão às imposições das autoridades imperiais.
Por outro lado, os apoiadores do líder exilado pararam de usar tabaco e álcool, dividiram suas propriedades igualmente entre os membros da comunidade e resolveram aderir à prática de pacifismo e não-violência e, portanto, se recusaram a prestar o juramento de lealdade exigido em 1894 pelo Imperador Nicolau II.
Além disso, cerca de 7.000 Doukhobors, que representavam cerca de um terço de todos os Doukhobors na Transcaucásia, destruíram suas armas e se recusaram a servir nas forças armadas. Em represália, foram enviados cossacos que os prenderam e espancaram. Muitas das terras que pertenciam aos Doukhobors foram entregues a cossacos e cerca de 4.000 Doukhobors foram forçados a se dispersar em aldeias em outras partes da Geórgia .

### Emigração para o Canadá
A partir de 1897, os Doukhobors foram autorizados a emigrar do país.
O primeiro país a aceitá-los foi o Chipre, que não podia aceitar muitos imigrantes.
Nesse contexto, o Canadá, além de desobrigá-los do alistamento militar, ofereceu terras, transporte e ajuda para se instalar. Desse modo, no primeiro semestre de 1899, cerca de 6.000 emigraram para lá, estabelecendo-se em terras concedidas a eles pelo governo que atualmente pertencem às províncias de Manitoba e Saskatchewan.
Aqueles que haviam emigrado para o Chipre, decidiram também ir para o Canadá, desse modo, até final de 1899, já existiam 7500 Doukhobors no Canadá, o que correspondia a cerca de um terço da população total de Doukhobors na Rússia.
Nos anos seguintes, pequenos grupos continuaram a chegar ao Canadá, inclusive 110 líderes que completar suas sentenças de exílio interno antes de poderem emigrar, dentre eles Verigin, que chegou em dezembro de 1902. Desse modo, até 1930, um total de cerca de 8.780 Doukhobors havia emigrado da Rússia para o Canadá.
A emigração recebeu ajuda financeira de quakers; de tolstoístas e do próprio Leon Tolstói, que cedeu os direitos autorais do romance: Ressurreição e outras obras para essa finalidade. Tolstói também levantou dinheiro de amigos ricos, de modo que seus esforços forneceram cerca de 30.000 rublos, metade do fundo de apoio à emigração. Outros que ajudaram os emigrantes foram o líder anarquista Piotr Kropotkin e James Mavor, professor de economia política da Universidade de Toronto .
Os descendentes modernos dos primeiros Doukhobors canadenses continuam a viver no sudeste da Província da Colúmbia Britânica, como por exemplo na comunidade de Krestova), no sul da Províncias de Alberta e de Saskatchewan, onde seus ancestrais se estabeleceram inicialmente. Em 1999, a população estimada de descendentes de Doukhobor na América do Norte era de 40.000 no Canadá e de 5.000 nos Estados Unidos.
No entanto, apenas uma pequena minoria declara continuar fiel às práticas religiosas Doukhobors. Durante o Censo do Canadá em 2011, 2.290 pessoas no Canadá (das quais 1.860 na Colúmbia Britânica, 200 em Alberta, 185 em Saskatchewan e 25 em Ontário) se declararam como: Doukhobors.

### Situação dos que continuaram no Império Russo
Entre 1921 e 1923, o filho de Verigin, Peter P. Verigin, organizou o reassentamento de 4.000 Doukhobors que residiam no Distrito de Ninotsminda (Bogdanovka), no sul da Geórgia, para o Oblast de Rostov, no sul da Rússia e outros 500 que foram assentados no Oblast de Zaporíjia, no sudeste da Ucrânia.